# Ksawery Orłowski

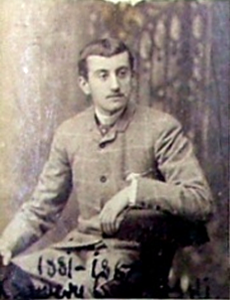
Ksawery Orłowski w młodości

Ksawery Franciszek Orłowski herbu Lubicz (ur. 1 lutego 1862 w Jarmolińcach, zm. 27 października 1926 w Wersalu) – polski dyplomata.

## Życiorys
Urodził się w rodzinie ziemiańskiej w powiecie płoskirowskim guberni podolskiej. Po ukończeniu szkół zarządzał majątkiem rodzinnym w Jarmolińcach i posiadłościami w Bawarii, gdzie w 1903 otrzymał potwierdzenie tytułu hrabiowskiego. W 1897 wstąpił do służby dyplomatycznej Imperium Rosyjskiego. Był członkiem Konwentu Polonia. W latach 1897–1903 attaché, od 1901 radca poselstwa rosyjskiego w Monachium. W latach 1908–1910 członek Rady Państwa Imperium Rosyjskiego, wybrany w miejsce Władysława Jełowickiego, który podał się do dymisji.
Podczas I wojny światowej przebywał w Paryżu, prowadząc działalność polityczną na rzecz niepodległości Polski. W 1920 wstąpił do służby dyplomatycznej II Rzeczypospolitej, 27 czerwca 1920 mianowany na pierwszego posła RP w Brazylii. Funkcję pełnił do 3 września 1921, mianowany 1 września 1921 na posła nadzwyczajnego i ministra pełnomocnego w Madrycie, od 13 maja 1922 akredytowany jednocześnie w Lizbonie. Obie funkcje przestał sprawować 1 lipca 1923, formalnie odwołany 30 listopada 1924, przeszedł w stan spoczynku.
Był odznaczony krzyżami kawalerskimi Orderu Maltańskiego, bawarskiego Orderu św. Jerzego i hiszpańskiego Orderu Izabeli Katolickiej, rosyjskimi Orderem św. Anny II kl. i Orderem św. Włodzimierza IV kl., papieskim Orderem św. Sylwestra I kl. i innymi.